# 塔比瑟·泰勒
塔比瑟·泰勒（英語：Tabitha Taylor，1974年4月4日—）是一位美國女色情演員和模特兒。較知名的參演作品如電影《敗犬女王的異色旅程》（2005年）、《外出用餐3：天菜吃到飽》（2009年）、《脫星世家》（2011年）與《食人魚3DD》（2012年）。
泰勒曾隆過胸。她本身喜歡健身，且其寫真照與健美照曾登上《花花公子》、《FHM》與《美信》等知名雜誌。
她的偶像為瑪麗蓮·夢露。

## 早期生活
泰勒出生於夏威夷州的檀香山，並與父母及兩個姊妹在洛杉磯地區長大。

## 外部連結
- 官方网站
- 塔比瑟·泰勒在互联网电影资料库（IMDb）上的資料（英文）
- 塔比瑟·泰勒的X（前Twitter）
- Tabitha Taylor在網際網路成人電影資料庫
- 成人電影資料庫上Tabitha Taylor的资料（英文）